# Клетёнкин, Денис Владимирович
Дени́с Владимиро́вич Клетёнкин (род. 14 июля 1978, Орел) — гвардии подполковник Воздушно-десантных войск Российской Федерации, заместитель командира 45-й отдельной гвардейской бригады специального назначения. Кавалер ордена Святого Георгия IV степени, участник операции вооружённых сил России в Сирии.

## Биография

### Воинская служба
Родился 14 июля 1978 года в городе Орёл. Окончил Рязанское гвардейское высшее воздушно-десантное командное училище в 2000 году.
В 2000—2002 годах — заместитель командира группы, в 2002—2004 годах — командир группы специального назначения, в 2004—2006 годах — заместитель командира роты, в 2006—2007 годах — командир роты специального назначения, в 2008 году — заместитель командира батальона, в 2008—2012 годах — командир батальона  45-го отдельного полка специального назначения (45 ОПСпН) ВДВ в городе Кубинка Одинцовского района Московской области.
В 2012 году — заместитель начальника штаба 45-го ОПСпН ВДВ, а в 2012—2014 годах — помощник командира 45-го ОПСпН ВДВ, который в декабре 2014 года был развернут в бригаду. С декабря 2014 года — заместитель командира 45-й отдельной гвардейской бригады специального назначения ВДВ по специальной подготовке.
Участник контртеррористических операций на Северном Кавказе в 2000-е и 2010-е годы, войны в Грузии 2008 года и в военной операции в Сирийской Арабской Республике против международной террористической организации «Исламское государство». В 2019 году окончил Общевойсковую академию Вооружённых Сил Российской Федерации.⠀
Указом Президента Российской Федерации от 2017 года Д. В. Клетёнкин в чине подполковника    был награждён орденом Святого Георгия IV степени "За мужество и героизм, проявленные при исполнении воинского долга".

## Награды
- Орден Святого Георгия IV степени (вручен 28 декабря 2017 года) — за выполнение специальных заданий в Сирийской Арабской Республике[6][7][8]
- Три ордена Мужества[9]
- Медаль ордена «За заслуги перед Отечеством» II степени с мечами[10]
- разные медали[4]

Также представлялся к званию Героя Российской Федерации.

### Семья
Дед — участник Великой Отечественной войны (разведка), награждён тремя орденами Красного Знамени и тремя медалями «За отвагу». Супруга — Елена.